# Placa das Filipinas

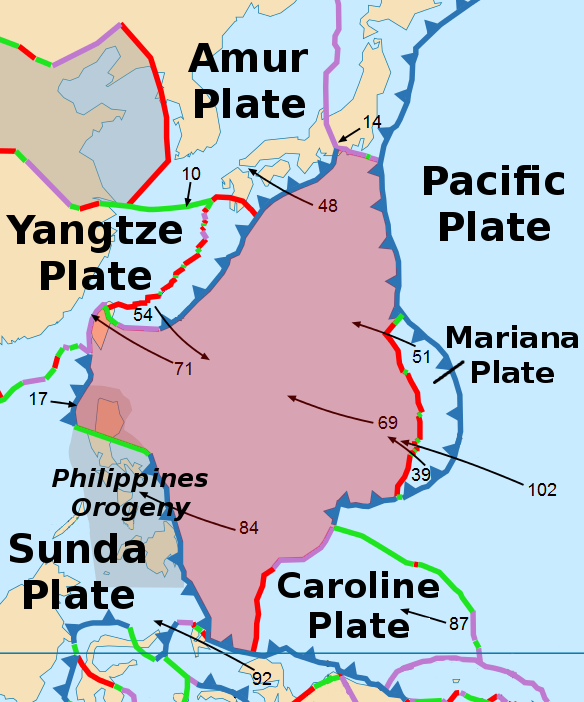
Placa das Filipinas

Placa das Filipinas é uma placa tectónica oceânica, localizada no oceano Pacífico, a leste das Filipinas, ilhas que cederam seu nome à placa. Tem uma área de 5,5 milhões de quilômetros quadrados.
Também a leste, uma subducção com a placa do Pacífico originou a fossa das Marianas, a maior fossa em profundidade do planeta Terra. Faz divisas com a placa Eurasiana, a placa Indo-australiana, a placa Norte-americana, e as placas de Amures e Okhotsk. A península de Izu, no Japão é o ponto mais setentrional da placa, local onde se localiza o monte Fuji.